# Zala (Somogy)
Zala  ist eine ungarische Gemeinde im Kreis Tab im Komitat Somogy.

## Lage und Einwohner
Das Dorf Zala liegt 23 Kilometer südlich des Balaton in den äußeren Hügeln im Komitat Somogy auf 185 Meter über der Adria. Sein höchster Punkt ist der Halomi-Weinberg im nordöstlichen Teil des Dorfes, der 269 Meter hoch ist. Es grenzt im Nordosten an Sérsekszőlős, im Südosten an Tab und im Westen an Kapoly und hat 248 Einwohner (Stand: 1. Januar 2022)

## Geschichte

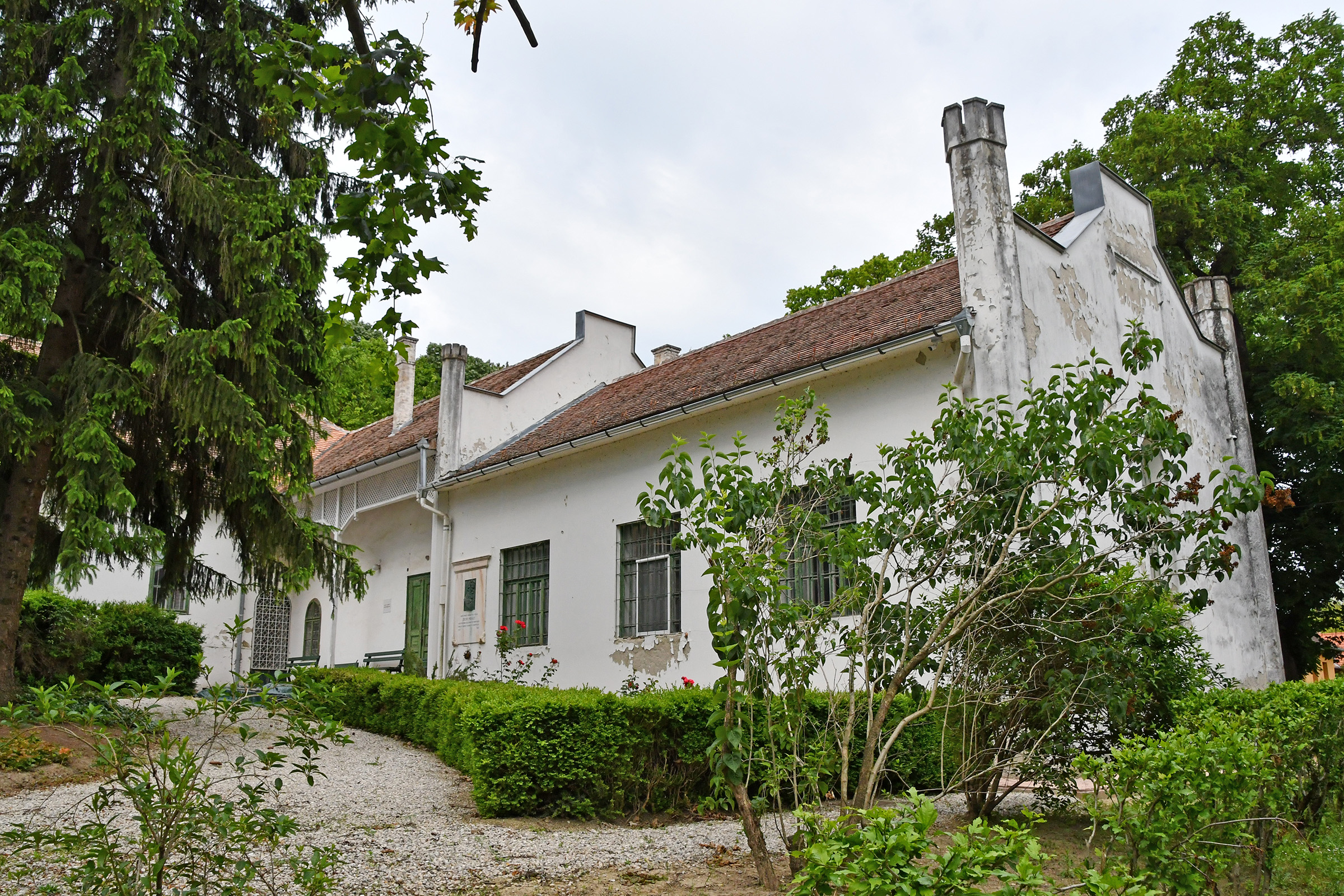
Zichy Museum

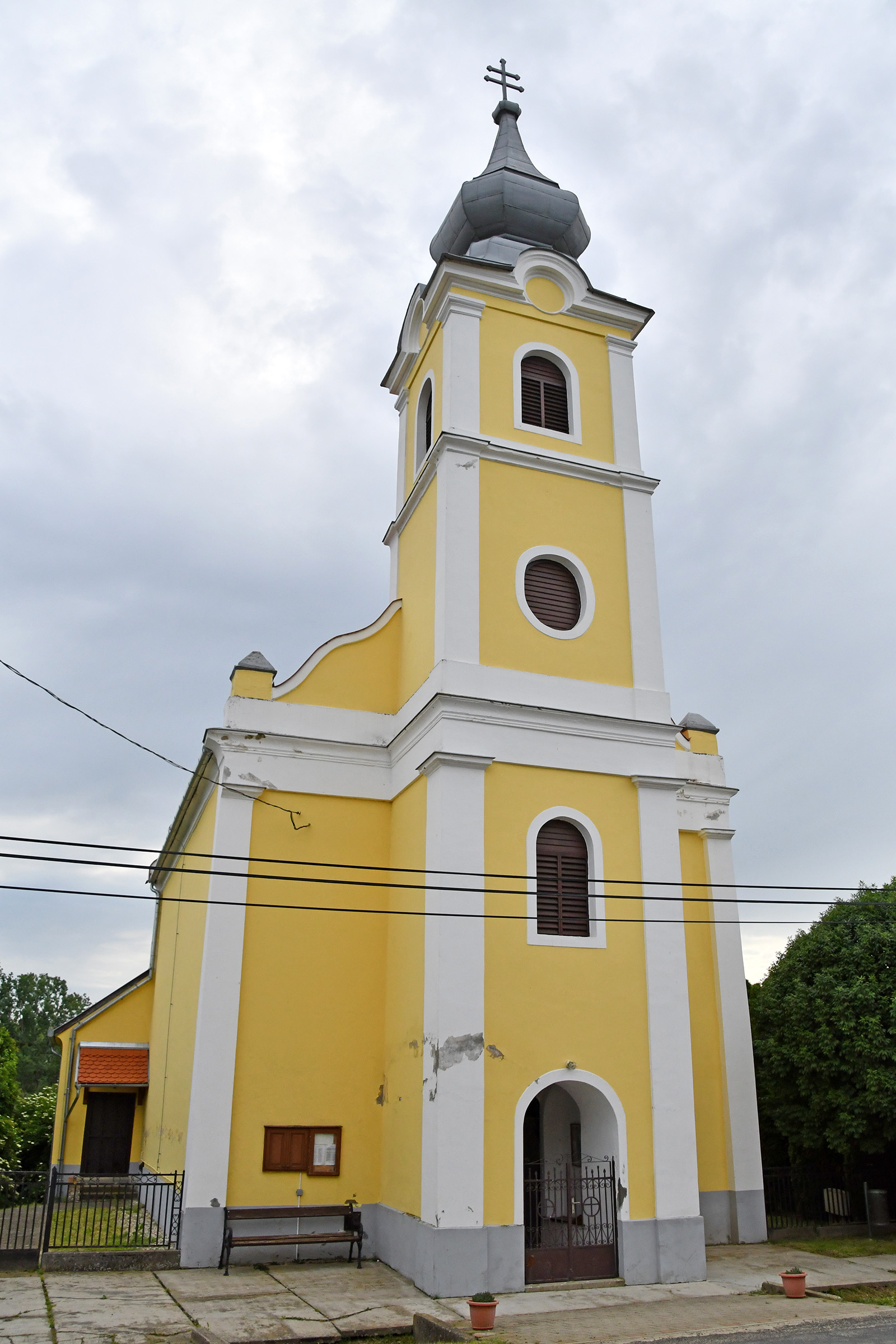
Kirche

Die erste urkundliche Erwähnung stammt aus dem Jahr 1278 unter dem Namen Sola. Der Name der Siedlung kommt vom slawischen Wort sal, was Bach bedeutet, und die persönliche Namensversion davon ist Sala. Laut der ersten Urkunde war das Anwesen Eigentum des Veszprémer Kapitels, dann schenkte König Sigismund es im Jahr 1400 Bálint Osztopáni. Im Jahr 1478 ging das Anwesen in den Besitz von György Zichy über. Im Jahr 1512 II. Ulaszló spendete einen Teil von Zala an Imre Perneszi.
Um 1560 wurde das Dorf Teil des türkischen Vasallentums und der Überlieferung nach bauten die Türken in Zala auf dem Halomi-Weinberg eine Festung. Nach der Vertreibung der Türken wanderten die Einwohner langsam zurück, eine organisierte Umsiedlung fand nicht statt.
Während der Herrschaft von József II. wird die Siedlung als Solar erwähnt. Laut der in den 1780er Jahren durchgeführten Volkszählung betrug die Einwohnerzahl des Dorfes 478. Im Jahr 1730 wurde im Dorf eine Grundschule gegründet. Der Gouverneursrat akzeptierte den Antrag des Dorfes, 1741 einen Jahrmarkt abzuhalten, und ihm wurde 1742 das Recht gewährt.
Im Jahr 1855 wurde die Siedlung von einer Cholera-Epidemie heimgesucht, die 42 Todesopfer forderte. Im Jahr 1857 betrug die Einwohnerzahl 664, im Jahr 1870 bereits 726.
Am Ersten Weltkrieg nahmen 149 Veteranen aus Zala teil. Die Zahl der Kriegstoten betrug 20. Am 23. Mai 1921 trennten sich Sérsekhegy und Szőllőspuszta von Zala und wurden ein eigenständiges Dorf unter dem Namen Szőllőssérsek. Im Zweiten Weltkrieg erreichte die 57. Sowjetarmee am 3. Dezember 1944 Zala und die Gemeinde Zala ergab sich widerstandslos.

## Persönlichkeit
- Mihály Zichy (* 15. Oktober 1827 in Zala, Komitat Somogy, Kaisertum Österreich; † 28. Februar 1906 in Sankt Petersburg), ungarischer Maler